# スザンナと長老たち (ヴェロネーゼ、プラド美術館)
『スザンナと長老たち』（スザンナとちょうろうたち、伊: Susanna e i vecchioni, 英: Susanna and the Elders）は、イタリアのルネサンス期のヴェネツィア派の画家パオロ・ヴェロネーゼが1580年ごろに制作した絵画である。油彩。『旧約聖書』の「ダニエル書」で語られているスザンナの物語を主題としている。ヴェロネーゼのいくつかある同主題の作例の1つで、現在はマドリードのプラド美術館に所蔵されている。異なるバージョンがジェノヴァのバンカ・カリジェ、同じくジェノヴァの白の宮殿、パリのルーヴル美術館、ウィーンの美術史美術館に所蔵されている。

## 主題
スザンナは裕福な夫ヨアキムの貞淑な妻であった。ところが2人の好色な長老が彼女の美しさに目を付け、スザンナに言い寄る機会を狙っていた。彼らはひそかに邸宅の庭に入り込み、スザンナが庭の泉で水浴をするのを隠れて待った。そしてスザンナが水浴を始めると、長老たちは姿を現わし、スザンナに関係を迫った。しかしスザンナが拒否したため、長老たちは彼女が若い男と関係を持っているのを目撃したとして、姦淫の罪を着せて処刑しようとした。これに対してダニエルは長老たちが相談できないよう引き離して別々に訊問した。すなわちダニエルがどの木の下でスザンナと若者との姦通を見たのか質問すると、2人の証言は食い違い、一方の長老はマスチック（ウルシ科の常緑低木）と答え、もう一方の長老はホルム樫（大型に成長する常緑の樫）と答えた。これにより彼らが虚偽の証言でスザンナを陥れようとしていることが明らかとなり、長老たちは石打ちの刑で処刑された。

## 作品

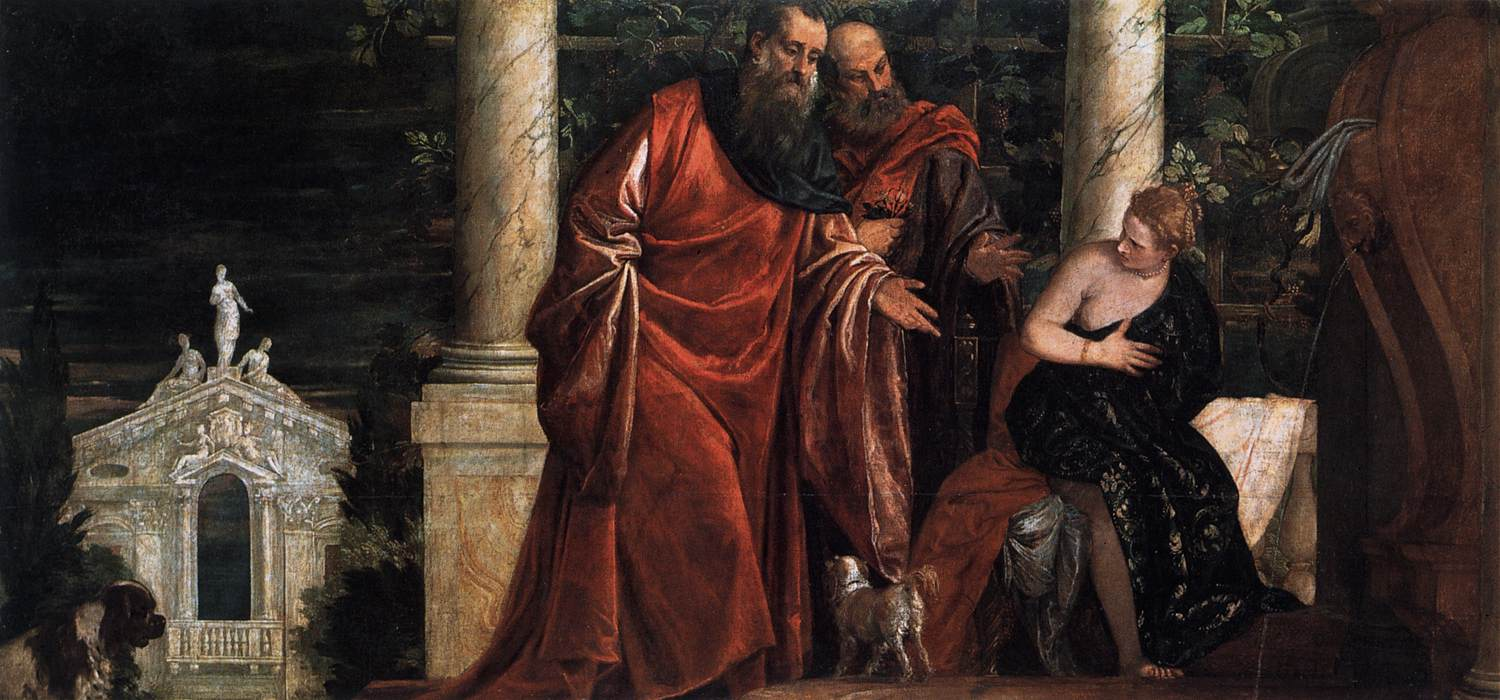
最晩年のヴェロネーゼと工房の『スザンナと長老たち』。1585年ごろ。美術史美術館所蔵。

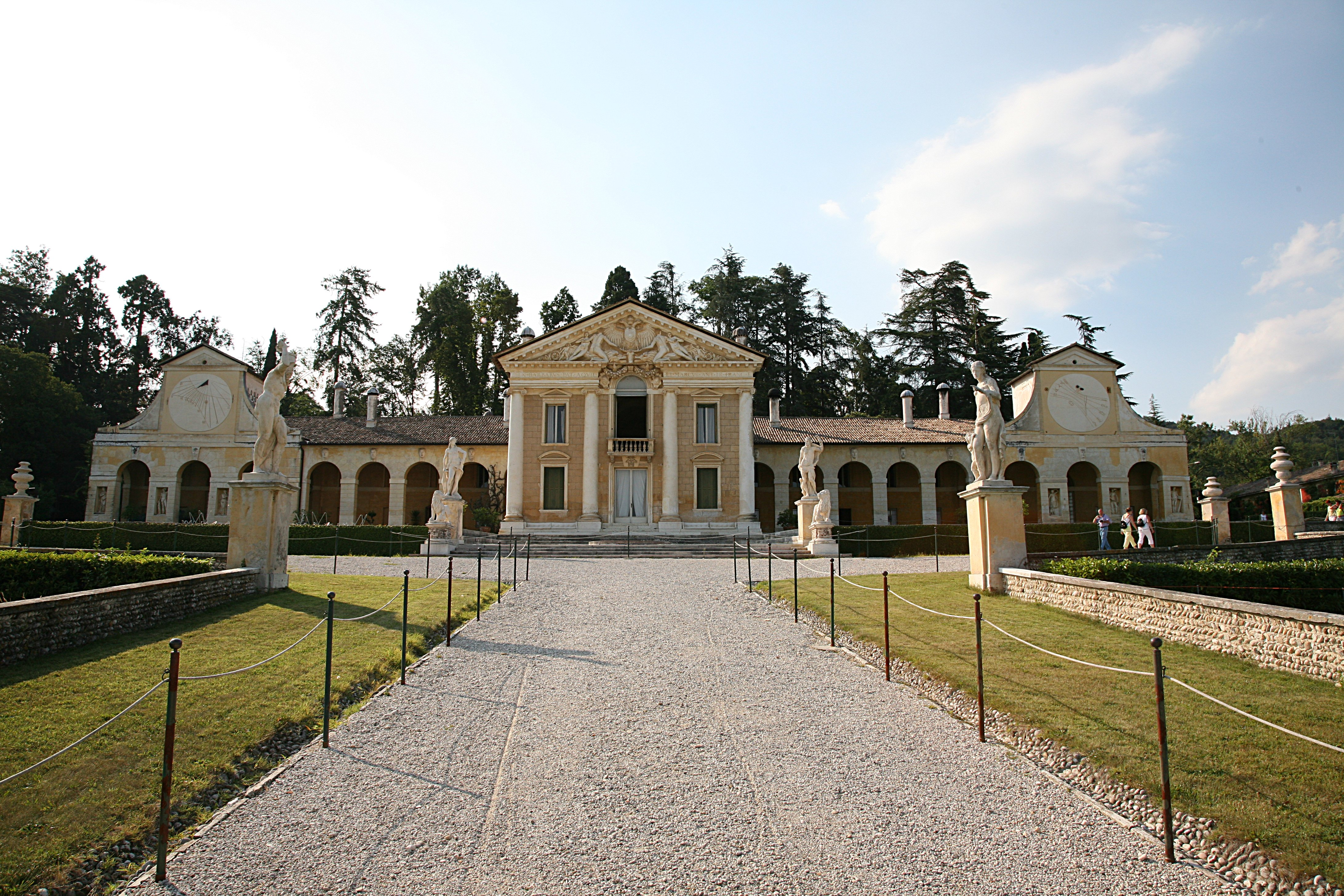
バルバロ邸のファサード。

邸宅の庭にある泉で水浴びをしていたスザンナは2人の好色な長老から関係を迫られている。スザンナは泉から出てきたばかりであり、長老たちに驚いて豪華なブロケードで裸体を隠そうとしている。しかしその白い肌を隠しきることができておらず、右手で左の胸を覆ってはいるが、左の肩、右の胸、両脚があらわとなっている。邸宅の庭は広く、邸宅と泉との間に多くの園芸植物が植えられている。2階建ての白い邸宅は広いバルコニーがある。欄干で囲まれた泉の中央には噴水が設けられているほか、スザンナの背後の壁にも２つの獅子頭の装飾を備えた噴水があり、彼女の左側を細長い水が噴出している。
スザンナはしばしばヴェネツィア派の画家たちが描いた主題であったが、ティントレットが長老たちの窃視に気づかずに水浴する様子を描くことが多かったのに対し、ヴェロネーゼはスザンナの誠実さと長老たちの欲望が対立する脅迫の場面を多く描いた。
構図そのものはバンカ・カリジェや美術史美術館のバージョンに近い。これらの作品は、白の宮殿やルーヴル美術館のバージョンの人目のない空間とは異なり、はるかに開けた空間を持ち、広い視点で背景の庭が描かれている。これらのうち本作品と美術史美術館のバージョンはどちらも背景に白い建築物が描かれている。この建築物はヴェロネーゼが1561年ごろにフレスコ画を制作したバルバロ邸と似ており、ヴェロネーゼの作品においてこの建築物および後援者がいかに重要であったかを物語っている。この同時代的な別荘という舞台設定によって、ヴェロネーゼは絵画から宗教的意味を取り除くことに成功している。
長老たちの脅迫的な身振りやポーズは、肌を隠そうとするスザンナの態度とは対照的で、弱者の立場に置かれたスザンナの無力さを強調している。右の長老の右手はスザンナと重なって隠れているため、白の宮殿やルーヴル美術館のバージョンのようにスザンナに触れているかどうかは不明である。しかし長老の右腕は胸を覆っているスザンナの右手と連続して配置されているため、まるで長老の右腕が手首の部分でスザンナの右手と融合し、彼女の胸に触れているかのような、奇妙な視覚効果を生み出している。
現在知られているヴェロネーゼの同主題の有名な作例のうち、バンカ・カリジェ、白の宮殿、ルーヴル美術館のバージョンに次いで4番目に制作され、1580年頭の作品と考えられている。

## 来歴
本作品がスペイン王室のコレクションに加わる以前の来歴は不明である。他のバージョンがそうであるように、発注主や制作経緯は分かっていない。スペイン王室のコレクションに加わった正確な時期も不明で、おそらくスペイン国王フェリペ4世の宮廷画家ディエゴ・ベラスケスがイタリア旅行の際にヴェネツィアで購入したものと考えられている。1686年にマドリードのアルカサルの「ティツィアーノのヴォールト」で記録されている。その後、1747年にブエン・レティーロ宮殿、1772年と1794年に新王宮、1814年から1818年には王宮で記録された。

## ギャラリー
ヴェロネーゼの他のバージョン

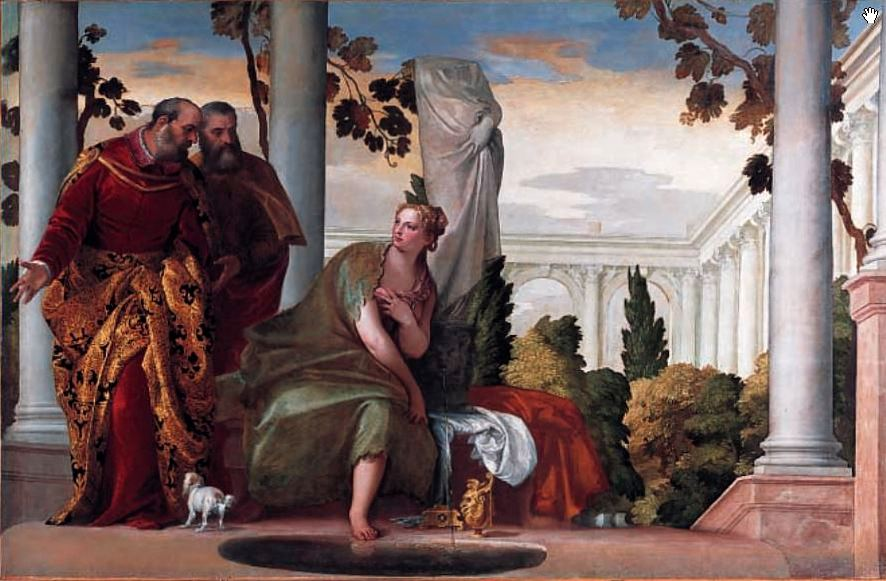
『スザンナと長老たち』バンカ・カリジェ（英語版）所蔵
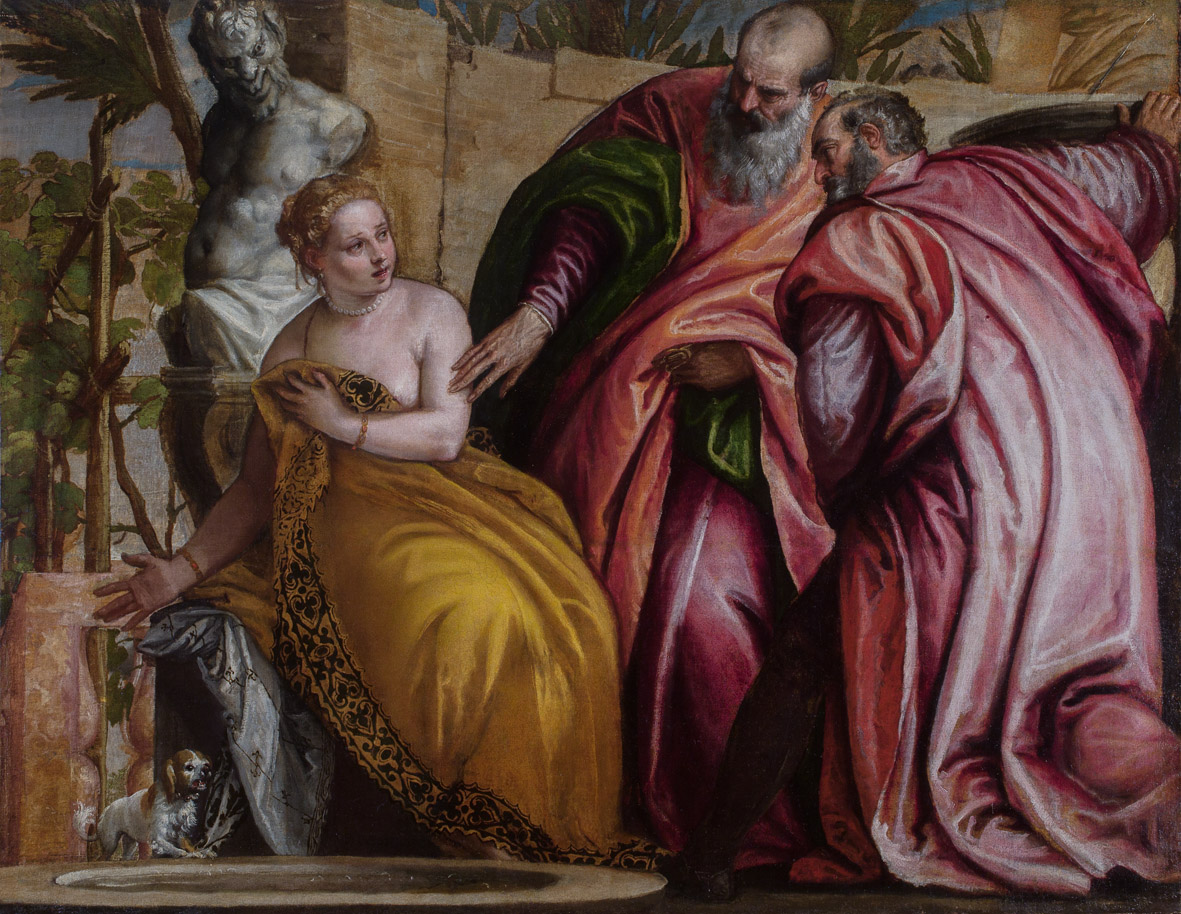
『スザンナと長老たち』白の宮殿（英語版）所蔵
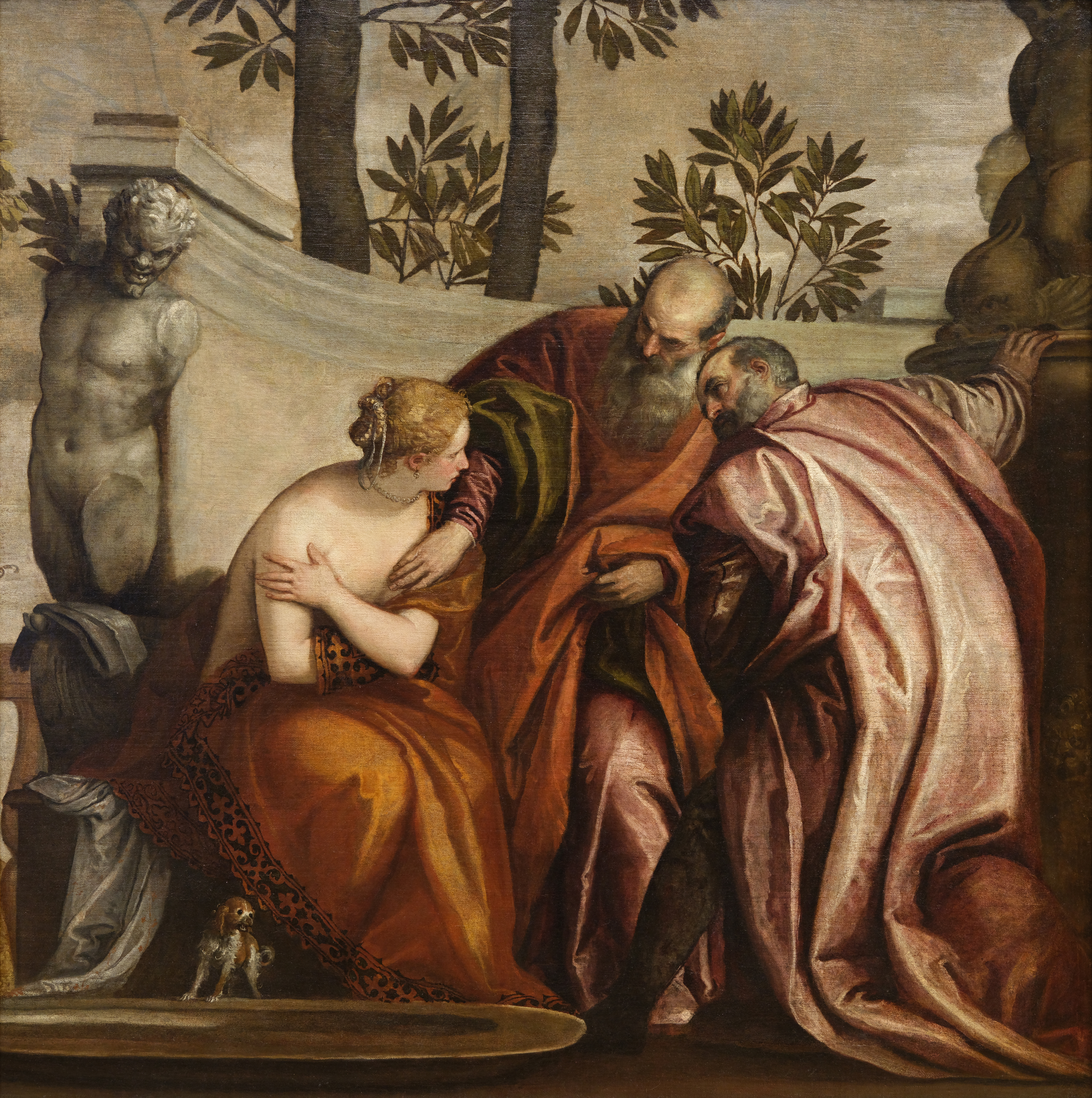
ヴェロネーゼと工房『スザンナと長老たち』16世紀 ルーヴル美術館所蔵
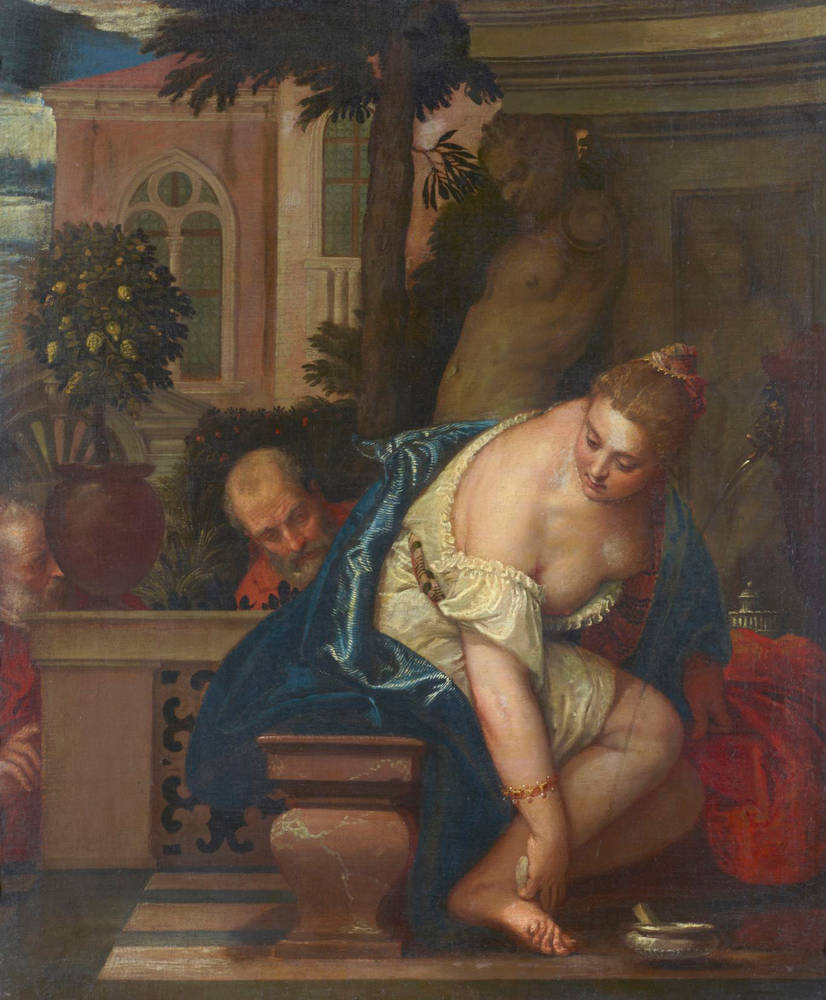
工房『スザンナと長老たち』アルテ・マイスター絵画館所蔵